# Палимата (Мантова)
Палимата је насеље у Италији у округу Мантова, региону Ломбардија.
Према процени из 2011. у насељу је живело 51 становника. Насеље се налази на надморској висини од 17 м.